# Anomala senooi
Anomala senooi är en skalbaggsart som beskrevs av Kobayashi 1987. Anomala senooi ingår i släktet Anomala och familjen Rutelidae. Inga underarter finns listade i Catalogue of Life.